# Tom Emmer
Thomas Earl Emmer Jr. (South Bend, Indiana; 3 de marzo de 1961) es un abogado y político estadounidense, afiliado al Partido Republicano. Desde 2015 se desempeña como representante de los Estados Unidos por el 6.° distrito congresional de Minnesota.

## Biografía

### Educación y carrera
Asistió a la escuela primaria Our Lady of Greece, en Edina. En 1984, se graduó de la Universidad de Alaska Fairbanks con una licenciatura en ciencias políticas y, posteriormente, en la Facultad de Derecho de William Mitchell, en donde obtuvo su doctorado en jurisprudencia.

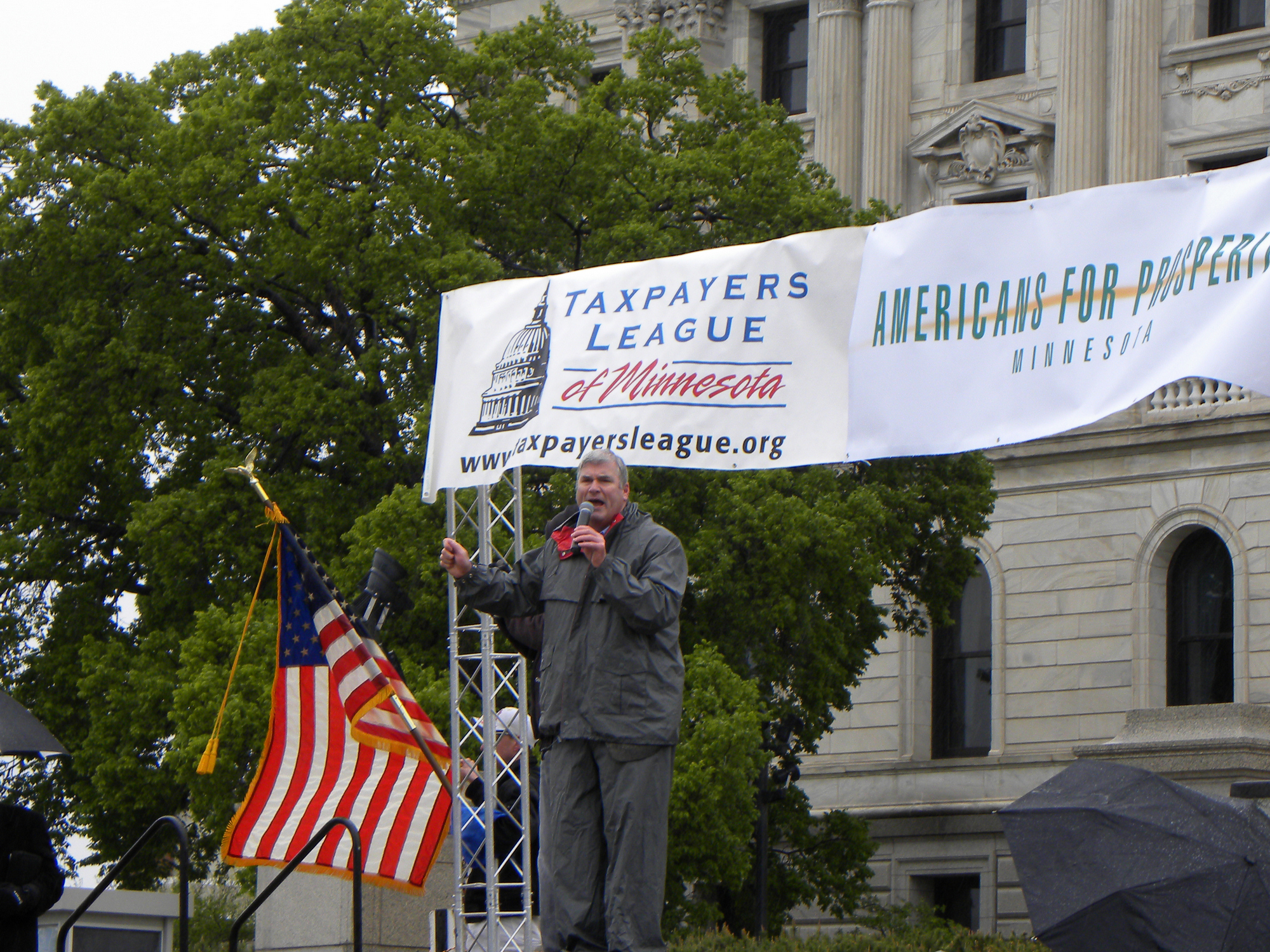
Emmer en el Minnesota Tax Cut Rally de 2012.

Entre 2004 y 2008, formó parte de la Cámara de Representantes de Minnesota, en representación del distrito 19B.
En 2010, anunció su candidatura para gobernador de Minnesota. Ganó las primarias republicanas con el 82 % de los votos, pero perdió las elecciones generales con el 43,2 %, frente al 43,6 del demócrata Mark Dayton.
En 2011, se postuló para un escaño en el Comité Nacional Republicano, pero fue derrotado por Jeff Johnson, comisionado del condado de Hennepin.
Desde 2015, representa al 6.° distrito congresional de Minnesota en la Cámara de Representantes de los Estados Unidos, habiendo ganado, en primera instancia, las elecciones en 2014. Desde 2019, ocupa la presidencia del Comité Nacional Republicano del Congreso.
El 19 de mayo de 2021, Emmer votó en contra de establecer un comité que investigara los hechos sucedidos en el Asalto al Capitolio de los Estados Unidos de 2021.
En la Cámara, forma parte del Comité de Servicios Financieros. Además, es miembro del caucus de Asociación Republicana de Main Street.

### Vida personal
Actualmente reside en Delano con su esposa Jacquie y sus siete hijos.